# ゲスト・オブ・オナー
『ゲスト・オブ・オナー』（原題:Guest of Honour）は2019年に公開されたカナダのドラマ映画である。監督はアトム・エゴヤン、主演はデヴィッド・シューリスが務めた。

## 概略
ジムは衛生管理官として平凡な人生を送ってきたが、娘のヴェロニカが性的暴行の容疑で告訴されたことをきっかけに、彼の日常は一変することになった。ジムは娘の無実を確信していたが、当のヴェロニカは何故か刑務所に入ることを望んでいた。ジムは全てを擲って娘の釈放を求める活動に身を投じたが、その裏には暗い秘密が隠されていた。

## キャスト
- デヴィッド・シューリス - ジム
- ルーク・ウィルソン - グレッグ神父
- ライズラ・デ・オリヴェイラ - ヴェロニカ
  - イザベル・フランカ - 子供時代のヴェロニカ
- ロッシフ・サザーランド - マイク
- アルシネ・カンジアン - アナ
- アレクサンドル・ブルジョワ - クライヴ
- ゲージ・マンロー - ウォルター
  - アレクサンダー・マーシュ - 子供時代のウォルター
- テニール・リード - ローザンジェラ

## 製作
2018年9月9日、アトム・エゴヤン監督が新作映画の製作に着手したと報じられた。10月31日、デヴィッド・シューリス、ルーク・ウィルソン、ライズラ・デ・オリヴェイラ、ロッシフ・サザーランド、アレクサンドル・ブルジョワがキャスト入りした。11月、本作の主要撮影がカナダのトロントで始まった。2019年2月18日、マイケル・ダナが本作で使用される楽曲を手掛けるとの報道があった。

## 公開・マーケティング
2019年9月3日、本作は第76回ヴェネツィア国際映画祭でプレミア上映された。同月10日には第44回トロント国際映画祭で、10月8日にはロンドン映画祭で本作の上映が行われた。2020年2月10日、キノ・ローバーが本作の全米配給権を獲得したと報じられた。3月31日、本作のオフィシャル・トレイラーが公開された。

## 評価
本作に対する批評家からの評価は伸び悩んでいる。映画批評集積サイトのRotten Tomatoesには43件のレビューがあり、批評家支持率は33%、平均点は10点満点で5.02点となっている。サイト側による批評家の見解の要約は「『ゲスト・オブ・オナー』はアトム・エゴヤン監督お馴染みのテーマを扱っているが、その掘り下げは浅い。ただ、デヴィッド・シューリスは健闘している。」となっている。また、Metacriticには13件のレビューがあり、加重平均値は53/100となっている。